# Getto blu
I getti blu (in inglese: blue jet) sono dei particolari fenomeni elettrici-luminosi dell'atmosfera, comunemente appartenenti alla famiglia dei fulmini, sempre di brevissima durata ma meno luminosi, caratterizzati da una forma conica-verticale a "getto", appunto, di colore bluastro, Sono molto simili agli "spettri rossi", tranne che per il colore e soprattutto per il fatto che essi sono ascendenti (ovvero partono dalla nube e vanno verso l'alto). Si verificano solitamente nella stratosfera, tra i 20 e i 50 km di altezza di media, al di sopra dei temporali. 

Tali fenomeni elettrici sono rari e vengono, a volte, raggruppati anche col nome di "elfi", dalla parola inglese "E.L.V.E.S." (a sua volta acronimo di Emission of Light and Very low-frequency perturbations due to E.M.P. Sources, ovvero emissioni di luce e perturbazioni a frequenza molto bassa causate da sorgenti a impulsi elettromagnetici, laddove gli stessi impulsi elettromagnetici sono a loro volta causati da un particolare strato dell'atmosfera molto carico elettricamente).

## Storia
Il primo getto blu fu scoperto e documentato per caso nel 1994, da una telecamera in grado di registrare basse intensità luminose installata su un jet di ricerca della NASA, che osservò l'emissione mentre compariva dalla cima di una nube.. In passato, fenomeni simili furono osservati dai piloti degli aerei, ma mai identificati scientificamente. La loro scoperta avvenne solo alla fine del XX secolo, perché questi fenomeni sono spesso brevi e nascosti agli osservatori terrestri a causa delle nubi. Spesso si tenta di studiarli fotografandoli da alte montagne (puntando gli strumenti sopra le tempeste) e dalla Stazione spaziale internazionale.

## Caratteristiche

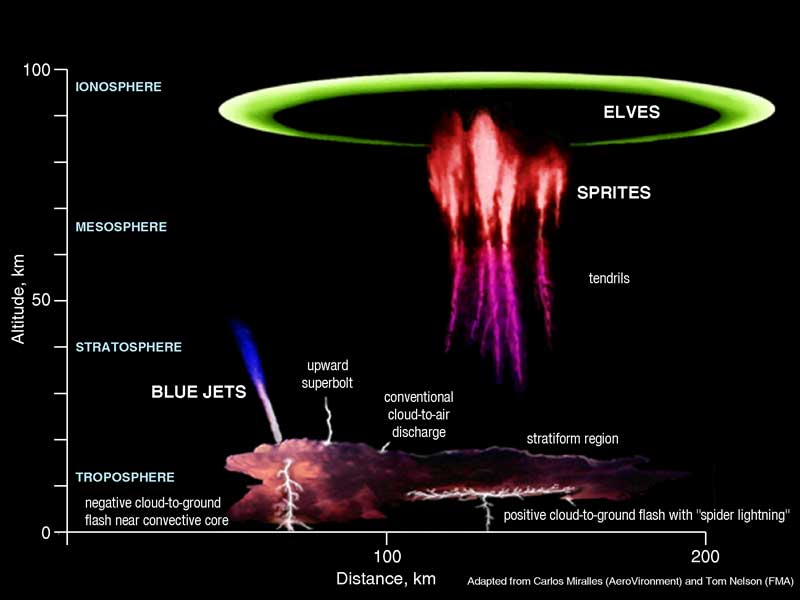
Quadro generale dei fenomeni elettrici nell'atmosfera.

I getti blu hanno generalmente una sottile forma conica-allungata, e tendono a manifestarsi al di sopra di eventi temporaleschi violenti e molto attivi elettricamente. Generalmente hanno origine dalla parte più alta e centrale delle nubi cumulonembiformi, ed hanno una velocità di salita attorno ai 100 km/s. I getti blu, al contrario degli spettri rossi, possono occorrere senza che vi sia un corrispondente fulmine che si scarichi nella direzione opposta.

### Cause
Alcune ipotesi sono state avanzate circa la loro origine, che sono tuttora oggetto di studi.
Tendendo a formarsi al di sopra di celle temporalesche molto violente o attive elettricamente come le supercelle, sono particolarissimi proprio perché di tipo "ascendente", scaricandosi in direzione opposta ai normali fulmini, partendo dalla nube e muovendosi ancor più verso l'alto. Quando un getto blu inizia a formarsi infatti, tende rapidamente a risalire, spezzandosi in numerosi ramificazioni, sempre più fitte e frequenti. Tali diramazioni sono molto simili ad un frattale tridimensionale. La massima altezza raggiunta si aggira attorno ai 50 km, anche se si sono osservati getti blu spingersi quasi fino a 70 km, scaricandosi e collegando quindi la bassa atmosfera con la ionosfera.. Al contrario della maggior parte dei fulmini, che scaricano a terra l'elettricità statica partendo da una massa di materia satura, i getti blu la scaricano verso l'alto, poiché la Terra possiede una carica opposta rispetto agli ioni positivi presenti negli strati bassi, dove origina il getto: tuttavia, anche gli strati alti della stratosfera sono carichi positivamente, e il getto blu tenderebbe a scegliere di ascendere invece che discendere. 
Essendo noto che la via scelta dall'elettricità è quella che oppone la minor resistenza, ne deriva che il getto blu si verifichi allorquando la via meno resistente che conduca ad una massa di materia "recettiva" non sia quella verso terra ma verso la massa gassosa opposta. A differenza degli spettri rossi, questi ultimi si verificano invece quando la scarica di un fulmine a terra "libera" una massa di materia e la rende essa stessa "recettiva", da cui si verifica un afflusso di elettricità verso essa, in forma appunto di "spettro rosso". La differente forma dei getti blu e degli spettri rossi rispetto ai fulmini, pur essendo lo stesso fenomeno (scarica elettrica), è dovuta alla diversa composizione, densità, e temperatura della materia attraversata. Con questa energia, gli elettroni emetterebbero quindi una luce nello spettro visibile del blu, probabilmente causata da forte presenza di azoto.
Un'altra ipotesi prevede anche che questi getti si formino quando un piccolo fascio di raggi cosmici sia entrato negli strati alti dell'atmosfera, generando quindi le scariche a cascata, che possono essere accelerate dallo stesso campo elettromagnetico delle nubi. Non è noto quale sia la frequenza di questi fenomeni, potrebbero verificarsi molto spesso al di sopra dei temporali oppure essere correlati a più specifiche condizioni ambientali.

## Osservazioni e ricerca

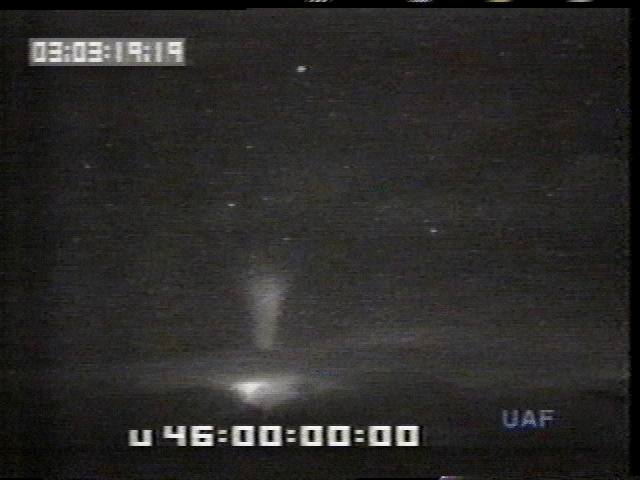
Un Blue Jet. (NASA)

I getti blu possono essere visti anche ad occhio nudo, a patto di essere in totale oscurità, sebbene abbiano la durata di una frazione di secondo. Una distanza di circa 200 km dalle nubi temporalesche è ideale per poterne apprezzare la struttura.
La ricerca attorno ai getti blu può fornire risposte in merito al magnetismo terrestre e sulla chimica nella stratosfera; ad esempio è stato ipotizzato che i fenomeni elettrici nell'alta atmosfera possano produrre ozono e quindi avere una influenza sui meccanismi di riscaldamento globale.